# シトラス・ネイ
シトラス・ネイは、日本の女性ミュージシャン、歌手。レーベルeden'sE所属。

## 来歴
- 2009年6月10日、6曲入りファーストアルバム『100%ロマンティック』が、シトラス・ネイ+ヒゲドライバーの連名でeden'sE（3UP）より発売。作詞作曲ヒゲドライバー。

## 人物
2.5次元の歌姫をコンセプトに2009年より活動開始。
本人画像はすべてイラストのみ。
キャラクタープロデュースはエンドケイプ。

## ディスコグラフィー

### オリジナルアルバム
- 1stアルバム『100%ロマンティック』eden'sE（3UP）2009年6月10日 ASIN B00267CI0A
  - 1『100%ロマンティック』
  - 2『Kiss me』
  - 3『すぺーす☆つくね』
  - 4『つっくつくねしてあげる』
  - 5『GO WEST』
  - 6『オレンジ』